# 博多皿うどん
博多皿うどん（はかたさらうどん）は、昭和初期に福岡県福岡市の中華料理店「福新楼」の二代目の張兆順の手によって誕生した料理で、長崎で有名なパリパリの揚げ麺に中華あんがトロリとかかる皿うどんとは異なり、やや太い麺が特徴で、具材は本家の長崎のように野菜、豚肉、蒲鉾などが入る。そのルーツは長崎皿うどんを基に作ったものであり、麺（太麺）も長崎から取り寄せた。

## 概要
当時は冷蔵庫も普及していない時代で、生麺は痛みも早かったため、油で焼いて長持ちさせる方法を考案した。紅白蒲鉾と角天、豚肉、キャベツ、モヤシなどの野菜を炒め、スープを加えてひと煮立ち。そこへ焼き固めた麺を投入し、スープがなくなるまで麺を煮込んで完成させる。焼き固めた麺は中心がスポンジのようになることでスープを豊富に吸収し、もちもちした食感と濃厚な旨みを持つ。